# Creu monumental de Pacs del Penedès
La Creu monumental de Pacs del Penedès és una una creu de pedra situada al costat del camí del Cementiri de Pacs del Penedès (Alt Penedès), prop de la parròquia de Sant Genís.
Va ser alçada l'any 1945, tal com està inscrit en relleu al revers de la creu. A la part frontal hi ha el monograma de Crist.